# Храбри коњ Дух
Храбри коњ Дух (енгл. Spirit: Stallion of the Cimarron) амерички је анимирани авантуристички филм из 2002. године продуцента DreamWorks Animation-а и дистрибутера DreamWorks Pictures-а. Редитељи филма су Кели Асбери и Лорна Кук (у њиховом дугометражном дебију) из сценарија Џона Фуска. Филм прати Духа, пастува кигера мустанга (глас позајмљује Мет Дејмон кроз унутрашњи дијалог), којег је током америчких индијанских ратова заробила Коњица Сједињених Држава; ослобађа га индијански човек по имену Мали Поток који покушава да га одведе назад у село Лакота. За разлику од начина на који су животиње приказане у антропоморфном стилу у другим анимираним филмовима, Дух и остали коњи комуницирају једни с другима нејезичким звуковима и говором тела попут правих коња.
Филм Храбри коњ Дух издат је у биоскопе 24. маја 2002. године и зарадио је 122 милиона америчких долара наспрам буџета од 80 милиона америчких долара. Номинован је за Оскара за најбољи анимирани филм. Филм је такође покренуо медијску франшизу користећи рачунарску анимацију, са спин-оф серијом Дух слободно јури Netflix-а чија је премијера била 5. маја 2017, коју прати спин-оф оригиналног филма, насловљен Неукротиви Спирит, издат у јуну 2021. године.

## Радња
На западу Америке из 19. века, младо ждребе кигер мустанга, Дух, рађа се у крду дивљих коња. Дух прераста у пастува и преузима улогу вође стада. Једне ноћи, пратећи необичну светлост у близини свог стада, Дух проналази коње у ланцима и њихове препирке како спавају око логорске ватре. Они се пробуде и, видећи га као величанственог примерка, ухвате га и одводе у америчку тврђаву коњаника.
У заробљеништву, Дух наилази на „Пуковника”, који наређује да се мустанг укроти, међутим Дух одбија све покушаје да га укроте. Да би ослабио Духа, Пуковник наређује да га три дана вежу за стуб без хране и воде. У међувремену, Индијанац Лакота по имену Мали Поток такође је доведен у тврђаву и заточен. Духа касније наводно припитомљава Пуковник, који износи своју идеју о томе како било који дивљи коњ може бити укроћен. Дух добија други ветар и коначно га баца. Понижен, Пуковник покушава да га упуца пре него што Мали Поток (који се ножем ослобађа својих граница) спаси Духа од пуцања док беже од њих. Кобила Малог Потока, Киша, упознаје их заједно са осталим домороцима.
По повратку у село Лакота, Мали Поток покушава да укроти Духа добротом, али Дух то не жели. Мали Поток повезује Духа и Кишу, надајући се да ће га она моћи дисциплиновати. Дух се притом заљубљује у Кишу. У међувремену, коњички пук предвођен Пуковником напада село. Током битке Пуковник покушава да пуца Малог Потока, али Дих се бори са Пуковником и његовим коњем, одбијајући хитац. Уместо тога, Киша је упуцана и пада у реку. Дух трчи за Кишом, али обоје се спуштају преко водопада. Дух спасава Кишу и остаје поред ње док га коњица не заузме. Мали Поток тада нуди Кишу и заклиње се да ће ослободити Духа.
Дух је приморан да ради на Трансконтиненталној железници, где вуче парну локомотиву. Осећајући да ће траг нанети штету његовој домовини, Дух се ослобађа саоница и разбија ланце других коња. Они побегну, а локомотива пада са дрвених санки и забија се у другу локомотиву, изазивајући експлозију која шуму пламти. Дух је заробљен кад му се ланац око врата нагне на срушено дрво. Мали Поток се умеша и они сигурни заједно ускачу у реку.
Следећег јутра, Пуковник и његова коњица проналазе Духа и Малог Потока и настаје потера кроз Велики кањон, где су заробљени клисуром. Ризикујући, Дух успева да прескочи клисуру. Духов храбар потез задивљује Пуковника; понизно прихвата пораз и оставља их. Мали Поток се враћа у село Лакота са Духом и проналази Кишу како се опоравља. Мали Поток именује пастува „Дух који се не може сломити”. Тада Мали Поток ослобађа Духа и Кишу, опраштајући се од њих. Они одлазе у домовину Духа, где се на крају интегришу у Духово стадо.
Орао (виђен на разним тачкама приче) поново се појављује и вине у облаке у облику коња.

## Улоге
| Улога          | Оригинални глас   |
| -------------- | ----------------- |
| Дух            | Мет Дејмон        |
| Пуковник       | Џејмс Кромвел     |
| Мали Поток     | Данијел Студи     |
| Наредник Адамс | Чопер Бернет      |
| Марфи          | Џеф Лбо           |
| Бил            | Ричард Макгонагли |
| Џо             | Мет Левин         |
| Џејк           | Роберт Кејт       |
| Рој            | Чарлс Непер       |
| Орао           | Френк Велкер      |